# کرسال
کرسال (به انگلیسی: Karsal) یک روستا در پاکستان است که در ناحیه چکوال واقع شده‌است.